# Eric Godoy
Eric Orlando Godoy Zepeda (Valparaíso, 5 maggio 1987) è un ex calciatore cileno, di ruolo difensore.